# Альфакальцидол
Альфакальцидол (1-гидроксихолекальциферол) — синтетический аналог витамина D. Альфакальцидол — регулятор обмена кальция и фосфора, применяется для лечения остеопороза, остеомаляции, активного рахита и гипопаратиреоза.
Было установлено, что альфакальцидол повышает уровень кальция в сыворотке крови за счет активации абсорбции кальция в кишечнике, реабсорбции кальция из костей и, возможно, почечной реабсорбции кальция.
Альфакальцидол применяется для лечения и профилактики заболеваний, связанных с дефицитом витамина D и нарушением обмена кальция и фосфора. Основные показания: остеопороз, рахит, остеомаляция, гипопаратиреоз, почечная остеодистрофия при хронической почечной недостаточности (ХПН).
Альфакальцидол имеет меньший эффект на метаболизм кальция, чем кальцитриол, но имеет больший эффект на уровень паратиреоидного гормонаи иммунную систему, в том числе регуляторные Т-лимфоциты..
Альфакальцидол имеет больший период полураспада в крови и меньшую нагрузку на почки поэтому является более удачным способом введения дополнительных количеств витамина D в организм.
В 2012 году альфакальцидол был внесён в список жизненно необходимых и важнейших лекарственных препаратов.